# Перед полётом (памятник)
«Перед полётом» — памятник Юрию Гагарину и Сергею Королёву, установленный 25 августа 2017 года в городе Энгельс (Саратовская область) на набережной имени Рудченко. Именно в Саратовской области, недалеко от деревни Смеловка, в 1961 году произошло приземление Юрия Гагарина после его полёта в космос. В 2021 году там открыт Парк покорителей космоса имени Юрия Гагарина.
Руководителем проекта по созданию и установке памятника выступил скульптор Александр Садовский, автором памятника стала его ученица, выпускница Саратовского художественного училища и, позднее, Санкт-Петербургской академии имени Репина, Мария Галина. Создание памятника стало её дипломной работой.
На церемонии открытия присутствовали авторы памятника, глава города Энгельса Сергей Горевский, представители городских ветеранских организаций.

## Описание
Памятник состоит из двух бронзовых полноростовых скульптур, изображающих сидящих на скамейке Юрия Гагарина и Сергея Королёва. Они смотрят вверх, в небо. Вокруг расположены четыре кованых фонаря, на которых изображены виток ракеты вокруг Земли, первый искусственный спутник Земли, космонавт, находящийся в открытом космосе. Композиция помещена на постамент из красного гранита, на котором выбиты имена Юрий Алексеевич Гагарин и Сергей Павлович Королёв, а между ними — название памятника, «Перед полётом…»